# Chelsea Field
Chelsea Field (ur. 27 maja 1957 w Glendale w Kalifornii) – amerykańska aktorka i tancerka.

## Filmografia
- 1985: Być doskonałym (Perfect)
- 1985: Komando (Commando)
- 1985: Airwolf (Airwolf)
- 1987: Władcy wszechświata (Masters of the Universe)
- 1989: Bez uczucia (Skin Deep)
- 1991: Harley Davidson i Marlboro Man (Harley Davidson and the Marlboro Man)
- 1991: Ostatni skaut (The Last Boy Scout)
- 1993: Mroczna połowa (The Dark Half)
- 1993: Pogranicze prawa (Extreme Justice)
- 1993: Życie jak sen (Dream On)
- 1993: W pułapce czasu (Time Trax)
- 1994: Potyczki z Jeannie (I'll Do Anything)
- 1994: Opowieści z krypty (Tales from the Crypt)
- 1998: Niedobra (Wicked)
- 2001: Milczenie (The Unsaid)
- 2003: Dowody zbrodni (Cold Case)
- 2004: Bez śladu (Without a Trace)
- 2006: Agenci NCIS (NCIS)
- 2008: Wystarczy zalać (Just Add Water)
- 2011: Klinika zbrodni (Borderline Murder)
- 2016: Podejrzany (Secrets & Lies)